# Чедвик, Флоренс
Флоренс Мэй Чедвик (англ. Florence May Chadwick; 9 ноября 1918, Сан-Диего, Калифорния — 15 марта 1995, там же) — американская спортсменка, специализировавшаяся в плавании на открытой воде на сверхдальние дистанции. Первая женщина, переплывшая Ла-Манш в обоих направлениях, первая женщина, переплывшая пролив Каталина (Калифорния), Гибралтарский пролив, Босфор, а также Дарданеллы (туда и обратно). Член Зала славы мирового плавания (1970).

## Биография
Родилась в 1918 году в Сан-Диего. Второй ребёнок и первая дочь полицейского Ричарда Чедвика (в будущем члена Управления Калифорнии по наркотикам) и Мэри Лакко, домохозяйки, а впоследствии ресторатора. Родители поддерживали любовь дочери к плаванию, и в шесть лет Флоренс приняла участие в своих первых соревнованиях, закончив их на последнем месте. Постепенно она переключилась на плавание на открытой воде и в 10 лет преодолела вплавь канал в устье залива Сан-Диего шириной 2,5 мили (4,0 км), став самым юным пловцом в истории, кому это удалось. В следующие 18 лет десять раз выигрывала 2,5-мильный заплыв у берегов Ла-Хольи.
Окончив среднюю шкилу в 1936 году, поступила в Колледж штата Калифорния в Сан-Диего, продолжила образование в Юго-Западном юридическом университете (Лос-Анджелес) и Школе права Бальбоа в Сан-Диего, а также в Диккенсоновском колледже бизнеса. Дважды — до и во время Второй мировой войны — побывала замужем, но разводилась, не желая отказываться от спортивных соревнований. Детей не имела. В качестве способа заработка участвовала как профессиональная пловчиха в постановках балета на воде, в том числе снявшись в 1944 году с «Американской русалкой» Эстер Уильямс в фильме «Прекрасная купальщица». В первые послевоенные годы возглавляла водную программу Пляжного и теннисного клуба Ла-Хольи.
С детства мечтала переплыть Ла-Манш; собирая деньги на осуществление этого плана, в 30 лет покинула Калифорнию и перебралась в Саудовскую Аравию, где устроилась на работу оператором счётной машины в фирме Aramco. Использовала климат Саудовской Аравии для регулярных тренировок в Персидском заливе. Скопив за два года 5 тысяч долларов, отправилась в Европу для совершения заплыва через Ла-Манш. Первоначально Чедвик планировала осуществить его в рамках спонсируемого Daily Mail соревнования, но её заявка была отклонена, и американка решила плыть самостоятельно. Первая попытка, предпринятая в июле 1950 года, оказалась неудачной, и после 14 часов в воде заплыв был прекращён. Второй раз Чедвик попыталась форсировать Ла-Манш 8 августа того же года. Она начала свой заплыв в 2:37 утра у мыса Гри-Не во Франции и направилась к Дувру на противоположном берегу пролива. В ходе заплыва отец Чедвик подкармливал её кубиками сахара, её сопровождали также двое друзей из Саудовской Аравии. Она достигла берега у Дувра через 13 часов и 23 минуты, улучшив установленный в 1926 году Гертрудой Эдерле рекорд на час и 11 минут (за 24 года между этими рекордами Ла-Манш преодолели ещё 11 женщин, но все они показали более низкий результат, чем Эдерле).
Уже на следующий год Чедвик пересекла Ла-Манш вплавь в противоположном направлении — из Англии во Францию, став первой женщиной, переплывшей этот пролив в обе стороны. Её результат на дистанции составил 16 часов 22 минуты, однако более медленный темп объяснялся тем, что в этом направлении плыть тяжелее. В дальнейшем Чедвик ещё дважды успешно преодолевала Ла-Манш вплавь, начиная заплывы с английского берега: в 1953 году она довела свой же женский рекорд до 14 часов и 42 минут, а в 1955 году — до 13 часов и 55 минут; этот рекорд оставался непревзойдённым до 1962 года.
На счету Чедвик были также первые удачные попытки пересечения женщиной ещё нескольких проливов. В 1952 году она первой преодолела вплавь пролив Каталина, отделяющий остров Санта-Каталина от материковой Калифорнии (13 часов 48 минут — рекорд побит в 1959 году), а на следующий год успешно пересекла ряд европейских проливов — Гибралтар (5 часов 6 минут — рекордное время для обоих полов; у женщин оставался непобитым до 1988 года), Босфор и Дарданеллы, причём последний — туда и обратно. Такой же результат она пыталась показать в каждом из своих последних трёх заплывов через Ла-Манш, но каждый раз прекращала попытку на обратном пути. На её счету был также успешный заплыв через Бристольский залив между Англией и Уэльсом. Пыталась также преодолеть Хуан-де-Фука между островом Ванкувер и побережьем штата Вашингтон, озеро Онтарио и дважды — Ирландское море, однако все эти попытки завершились неудачей. Второй заплыв через Ирландское море в 1960 году стал последним в карьере Чедвик дальним заплывом.
Поскольку рекордные заплывы не приносили дохода, а требовали финансирования, Чедвик с 1953 по 1963 год работала в курортном отеле Grossinger в горах Катскилл. Она также открыла школы плавания в Нью-Йорке и Форт-Ли (Нью-Джерси), а позже давала частные уроки плавания. Постепенно она перешла на работу в финансовой сфере — вначале как консультант по кредиту в банке Manufacturers Hanover на Уолл-стрит, а после возвращения в Сан-Диего в 1968 году как биржевой маклер в фирме F. I. DuPont, Glore Forgan & Co.
В 1966 году имя Флоренс Чедвик было включено в списки Международного зала славы марафонского плавания, в 1970 году — в списки Зала славы мирового плавания. Она умерла от лейкемии в Сан-Диего в 1995 году, в возрасте 76 лет, и её прах был развеян над Тихим океаном у берегов Пойнт-Ломы.